# Sam Shepard

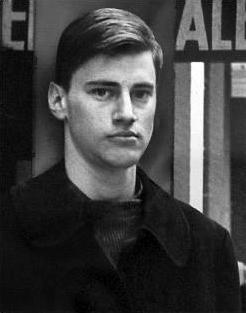
Sam Shepard als beginnend toneelschrijver in 1964

Samuel Shepard Rogers III (Fort Sheridan (Illinois), 5 november 1943 – Midway (Kentucky), 27 juli 2017) was een Amerikaans toneelschrijver, scenarist en acteur, zowel op het toneel als in speelfilms. Hij won in 1979 de Pulitzerprijs voor drama en werd voor zijn acteerwerk diverse malen genomineerd voor belangrijke filmprijzen. 
Shepards geschreven werk is dikwijls brutaal en absurdistisch. Het tijdschrift New York riep hem uit tot "de belangrijkste toneelschrijver van zijn generatie".

## Biografie

### Jonge jaren
Sam Shepard werkte als tiener op een ranch. Hij werd in zijn jeugd 'Steve' genoemd. Als acteur liet hij zich 'Sam' noemen. Zijn vader was een leraar, landbouwer en bommenwerperpiloot in de Tweede Wereldoorlog. Zijn moeder was een lerares afkomstig uit Chicago. Na zijn middelbare school volgde Shepard kort hoger onderwijs. Hij stopte om bij een reizend theater te gaan. Hij ontsnapte aan de dienstplicht voor de Vietnamoorlog door zich voor te doen als een heroïneverslaafde. Hij was drummer bij de rockgroep Holy Modal Rounders.

### Carrière
Shepard hield zich vanaf zijn negentiende bezig met de off-off-Broadway-theaterscene in New York. Hoewel zijn stukken op meer plaatsen gespeeld werden, was hij vooral verbonden aan het Theatre Genesis. Af en toe speelde hij zelf toneel, maar tot de late jaren 70 hield hij zich het meest met schrijven bezig. Hij schreef vooral voor het theater, maar ook filmscenario's, zoals voor Me and My Brother (1968) en Antonioni's Zabriskie Point (1970). Zijn vroege sciencefictionstuk The Unseen Hand beïnvloedde de Rocky Horror Show van Richard O'Brien. Hij verbleef drie jaar in Engeland en verhuisde daarna naar de San Francisco Bay Area. Bekende werken uit die tijd zijn Buried Child, Curse of the Starving Class in 1978, True West in 1980 en A Lie of the Mind in 1985. Hij werkte ook samen met Bob Dylan. Eerst maakten ze de surrealistische film Renaldo and Clara en later de 11 minuten durende song Brownsville Girl van het album Knocked Out Loaded uit 1986.
Shepard begon zijn acteercarrière pas echt toen hij een knappe maar ongelukkige landeigenaar speelde in Days of Heaven van Terrence Malick (1978), met als medeacteurs Richard Gere en Brooke Adams. Dit leidde tot meer belangrijke rollen, zoals zijn vertolking van Chuck Yeager in The Right Stuff, die hem een Oscar-nominatie opleverde in 1984. In 1986 werd een van zijn stukken, Fool for Love, verfilmd door Robert Altman. Zijn stuk A Lie of the Mind speelde op Broadway met veel bekende acteurs zoals Harvey Keitel en Geraldine Page. Hij leefde samen met Jessica Lange en speelde voortdurend in films. Dit alles maakte hem zeer bekend en bracht hem zelfs op de cover van Newsweek.
In de loop der jaren gaf Shepard veel cursussen over het schrijven van toneelstukken en andere aspecten van het theater, in allerlei seminars en workshops, tijdens festivals en op universiteiten. In 1986 werd hij verkozen als lid van de American Academy of Arts and Letters.
In 2000 toonde Shepard zijn dankbaarheid aan het Magic Theatre in San Francisco, dat veel van zijn werk in première had gebracht, door zijn stuk The Late Henry Moss als benefiet op te voeren. De cast bestond uit onder anderen Nick Nolte, Sean Penn, Woody Harrelson, en Cheech Marin. De productie was drie maanden aan een stuk uitverkocht.
In 2007 speelde Shepard banjo op Patti Smiths coverversie van Smells Like Teen Spirit van Nirvana op haar album Twelve.

## Privé
Shepard was samen met actrice Joyce Aaron en daarna was hij van 1969 tot 1984 getrouwd met actrice O-Lan Jones. Ze kregen samen een zoon. Begin jaren 70 had hij een buitenechtelijke relatie met zangeres Patti Smith. Hij ontmoette actrice Jessica Lange in 1982 op de set van Frances, waarin ze beiden speelden. Vanaf 1983 woonden zij samen. Ze kregen twee kinderen en gingen in 2011 uit elkaar.
Sam Shepard overleed in 2017 op 73-jarige leeftijd in zijn woning in Kentucky aan de gevolgen van de ziekte Amyotrofe laterale sclerose (ALS).

## Prijzen en nominaties
- Zijn stuk Buried Child kreeg in 1979 de Pulitzerprijs voor drama.
- Hij werd in 1984 genomineerd voor een Oscar voor zijn bijrol van de testpiloot Chuck Yeager in The Right Stuff.
- Voor zijn hoofdrol in Dash and Lilly werd hij genomineerd voor zowel een Emmy Award als een Golden Globe.
- Hij kreeg in 2009 de PEN/Laura Pels International Foundation for Theater Award voor zijn verzameld dramatisch oeuvre.

## Toneelwerk
- 1964 · Cowboys
- 1964 · The Rock Garden
- 1965 · Chicago
- 1965 · Icarus's Mother
- 1965 · 4-H Club
- 1966 · Red Cross
- 1967 · La Turista
- 1967 · Cowboys #2
- 1967 · Forensic & the Navigators
- 1969 · The Unseen Hand
- 1970 · The Holy Ghostly
- 1970 · Operation Sidewinder
- 1971 · Mad Dog Blues
- 1971 · Back Bog Beast Bait
- 1971 · Cowboy Mouth  (samen met Patti Smith)
- 1972 · The Tooth of Crime
- 1975 · Action
- 1976 · Suicide in B Flat
- 1977 · Inacoma
- 1978 · Buried Child
- 1978 · Curse of the Starving Class
- 1978 · Tongues (samen met Joseph Chaikin)
- 1980 · True West
- 1981 · Savage/Love (samen met Joseph Chaikin)
- 1983 · Fool for Love
- 1985 · A Lie of the Mind
- 1991 · States of Shock
- 1993 · Simpatico
- 1995 · Buried Child Revised
- 1998 · Eyes for Consuela
- 2000 · The Late Henry Moss
- 2004 · The God of Hell
- 2007 · Kicking a Dead Horse

## Proza
- 1973: Hawk Moon, PAJ Books
- 1983: Motel Chronicles, City Lights, vertaald in het Nederlands als Motel Californië (1986)
- 1996: Cruising Paradise, Vintage, 255 pages
- 2003: Great Dream of Heaven, Vintage, 160 pages
- 2004: Rolling Thunder Logbook, Da Capo, 176 pages, reissue
- 2004: Day out of Days: Stories, Knopf, 304 pages
- 2013: Two Prospectors: The Letters of Sam Shepard and Johnny Dark, 400 pages
- 2017: The One Inside, Knopf, 172 pages, vertaald in het Nederlands als Die Vanbinnen.
- 2017: Spy of the First Person, Knopf, 96 pages, vertaald in het Nederlands als Bespieder van de Eerste Persoon (2018)

## Filmografie

### Acteur
- 1965 · Rusakai
- 1970 · Brand X
- 1978 · Renaldo and Clara – Rodeo
- 1978 · Days of Heaven – the Farmer
- 1980 · Resurrection – Cal Carpenter
- 1981 - Raggedy Man
- 1982 · Frances – Harry York
- 1983 · The Right Stuff – Chuck Yeager
- 1984 · Paris, Texas
- 1985 · Fool for Love - Eddie
- 1986 · Crimes of the Heart – Doc Porter
- 1987 · Baby Boom – dr. Jeff Cooper
- 1989 · Steel Magnolias – Spud Jones
- 1991 · The Voyager – Walter Faber
- 1992 · Thunderheart – Frank Coutelle
- 1993 · The Pelican Brief – professor Thomas Callahan
- 1999 · Snow Falling on Cedars – Arthur Chambers
- 1999 · Purgatory – sheriff Forrest/Wild Bill Hickock
- 2000 · Hamlet – De Geest
- 2001 · Black Hawk Down – maj. gen. William F. Garrison
- 2001 · Kurosawa – verteller
- 2001 · Shot in the Heart – Frank Gilmore
- 2001 · Swordfish – Senator James Reisman
- 2001 · The Pledge – Eric Pollack
- 2004 · The Notebook – Frank Calhoun
- 2005 · Don't Come Knocking – Howard
- 2005 · Bandidas
- 2005 · Stealth – Kapitein George Cummings
- 2006 · Walker Payne - Syrus
- 2006 · The Return
- 2006 · Charlotte's Web – verteller
- 2007 · The Accidental Husband – Wilder
- 2007 · Ruffian – Frank Whiteley
- 2007 · The Assassination of Jesse James by the Coward Robert Ford - Frank James
- 2008 · Felon – Gordon
- 2008 · The Accidental Husband – Wilder Lloyd
- 2009 · Brothers - Hank Cahill
- 2010 · Fair Game – Sam Plame
- 2010 · Inhale – James Harrison
- 2010 · Blackthorn – James Blackthorn aka Butch Cassidy
- 2012 · Mud – Tom Blankenship
- 2012 · Killing Them Softly - Dillon
- 2012 · Safe House – Harlan Whiteford
- 2013 · August: Osage County - Beverly Weston
- 2013 · Out of the Furnace - Gerald Baze
- 2014 · Cold in July – Russell
- 2015 · Ithaca - Willie Grogan
- 2015-2017 · Bloodline - Robert Rayburn
- 2016 · Midnight Special - Calvin Meyer
- 2016 · In Dubious Battle - Mr. Anderson

### Scenarist
- 1968 · Me and My Brother, regie: Robert Frank
- 1970 · Zabriskie Point, regie: Michelangelo Antonioni
- 1984 · Paris, Texas, regie: Wim Wenders
- 1985 · Fool for Love, regie: Robert Altman
- 2005 · Don't Come Knocking, regie: Wim Wenders

### Regisseur
- 1988 · Far North (ook scenario)
- 1994 · Silent Tongue (ook scenario)